# Abdiel Ayarza
Abdiel Armando Ayarza Cocanegra (Colón, 12 settembre 1992) è un calciatore panamense, centrocampista del The Strongest e della nazionale panamense.